# آنی فریزینگر-پوستما
آنی فریزینگر-پوستما (به آلمانی: Anni Friesinger-Postma) متولد ۱۱ ژانویه ۱۹۷۷ شهر باد رایشنهال (Bad Reichenhall) ورزشکار زن رشتهٔ اسکیت سرعتی اهل کشور آلمان است. وی در بین سال‌های ‎۱۹۹۸ تا ۲۰۱۰ میلادی در مسابقات بازی‌های المپیک زمستانی در مجموع ۵ مدال، شامل ۳ مدال طلا و ۲ برنز را کسب کرد.